# بلال دزیری
بلال دزیری (انگلیسی: Billel Dziri؛ زادهٔ ۲۱ ژانویهٔ ۱۹۷۲) بازیکن سابق و مربی فوتبال اهل الجزایر است.
از باشگاه‌هایی که در آن بازی کرده‌است می‌توان به باشگاه فوتبال سدان، باشگاه فوتبال نصر حسین دای، باشگاه ورزشی السد، باشگاه فوتبال ستاره ساحلی و باشگاه فوتبال اتحاد الجزایر اشاره کرد.
وی همچنین در تیم‌های ملی فوتبال الجزایر بازی کرده‌است.